# ديفيد غرايبر
ديفيد غرايبر (مواليد 12 فبراير 1961) (بالإنجليزية: David Graeber)‏ أنثروبولوجي وناشط أناركي أمريكي، ومنظِّر الفكر التحرري في أمريكا الشمالية، ومن شخصيات حركة «احتلوا وول ستريت».
يعتبر غرايبر أحد أكثر المفكرين تأثيرا في العالم الأنجلو ساكسوني وفقًا لصحيفة نيويورك تايمز. عمل أستاذًا بكلية لندن للاقتصاد حتى أواخر أيامه.
من مؤلفاته: «نحو نظرية أنثربولوجية للقيم» (2001)، و«الشعب المفقود: السحر وتراث العبودية في مدغشقر» (2007)، و«الديون: أول 5000 سنة» (2011)، و«المشروع الديمقراطي» (2013).

## نظرة عامة
بصفته أستاذًا مساعدًا وأستاذًا مشاركًا في قسم علم الإنسان في جامعة ييل من 1998 إلى 2007، تخصص غرايبر في نظريات القيمة والنظرية الاجتماعية. أثار قرار الجامعة بعدم إعادة توظيفه عندما أصبح مؤهلًا لوظيفته جدلًا أكاديميًا. استمر ليصبح -من عام 2007 إلى عام 2013- قارئًا في علم الإنسان الاجتماعي بكلية غولدسميث في جامعة لندن.
تضمنت نشاطاته احتجاجات ضد القمة الثالثة للأمريكتين في مدينة كيبيك عام 2001، والمنتدى الاقتصادي العالمي 2002 في مدينة نيويورك. كان غرايبر شخصية بارزة في حركة «احتلوا وول ستريت»، ويُنسب إليه الفضل في بعض الأحيان في وضع شعار «نحن 99 في المئة».

## حياته السابقة
كان والدا غرايبر -اللذان كانا في الأربعينيات من العمر عندما وُلد- من مثقفي الطبقة العاملة الذين علموا أنفسهم في نيويورك. والداه يهوديان، كانت والدته روث روبنشتاين عاملة في صناعة الملابس، ولعبت دورًا قياديًا في الفيلم الكوميدي الموسيقي في الثلاثينات من القرن الماضي بينس آند نيدلز، الذي أنتجه اتحاد عمال الملابس الدولي للسيدات. كينيث والد غرايبر، الذي كان ينتمي إلى رابطة الشباب الشيوعي في الكلية، على الرغم من استقالته قبل اتفاق هتلر-ستالين، شارك في الثورة الإسبانية في برشلونة وحارب في الحرب الأهلية الإسبانية. وعمل لاحقًا في إزالة ألواح الطباعة عن طابعات الأوفست. نشأ غرايبر في نيويورك في مبنى سكني تعاوني وصفته مجلة بيزنس ويك بأنه «غارق في السياسة الراديكالية». وفقًا لمقابلة أجراها مع ذا فيليج ڤويس في 2005 كان غرايبر لاسلطويًا منذ سن 16 عامًا.
تخرج غرايبر من أكاديمية فيليبس أندوفر عام 1978 وحصل على شهادة البكالوريوس من جامعة ولاية نيويورك في بيرشس في عام 1984. حصل على درجة الماجستير والدكتوراه من جامعة شيكاغو، حيث حصل على منحة فولبرايت لمدة عشرين شهر من أجل القيام بالبحث الميداني الإثنوغرافي في بيتافو في مدغشقر ابتداءً من عام 1989. أشرف مارشال سلاينز على أطروحة الدكتوراه التي تحدث فيها غرايبر عن السحر والعبودية والسياسة بعنوان محنة كارثية عام 1987: الذاكرة والعنف الريفيان في مدغشقر.

## التاريخ الأكاديمي
أصبح غرايبر في عام 1998 -بعد عامين من إكمال الدكتوراه- أستاذًا مساعدًا في جامعة ييل، ثم أصبح أستاذًا مشاركًا. قرر قسم الأنثروبولوجيا في جامعة ييل في مايو 2005 عدم تجديد عقد غرايبر، ومنع النظر في مدة عقده المقرر حتى عام 2008. أشار أنصار غرايبر إلى منحته للأنثروبولوجيا، وزعموا (بما في ذلك زملاء الأنثروبولوجيا والطلاب السابقين والناشطين) أن القرار كان بدوافع سياسية. وقع أكثر من 4500 شخص على عريضة تدعمه، ودعا علماء الأنثروبولوجيا مثل مارشال ساهلينز، ولورا نادر، ومايكل تاوسيج، وموريس بلوخ جامعة ييل لإلغاء قرارها. ألقى بلوخ -الذي كان أستاذاً لعلم الإنسان في كلية لندن للاقتصاد وكوليج دو فرانس وكاتبًا في مدغشقر- البيان التالي عن غرايبر في خطاب موجه إلى الجامعة:
كتاباته عن النظرية الأنثروبولوجية رائعة. أنا أعتبره أفضل عالم أنثروبولوجي من بني جيله من أي مكان في العالم. 
جادلت إدارة ييل بأن إقالة غرايبر كانت متماشية مع سياسة ييل المتمثلة في منح الحيازة لعدد قليل من أعضاء هيئة التدريس المبتدئين (وبالتالي توليد انطباع كاذب واسع النطاق بأن هذا كان في الواقع قضية تحيز) ولم تقدم أي تفسير رسمي لأفعالها. توقع غرايبر أن قرار الجامعة ربما تأثر بدعمه لطالبة كانت مستهدفة بالطرد بسبب عضويتها في جي إي إس أو، أو اتحاد طلاب الدراسات العليا في جامعة ييل.
وافق غرايبر في ديسمبر 2005 على مغادرة الجامعة بإجازة مدفوعة الأجر لمدة عام. درّس في ذلك الربيع فصلين أخيرين:«مقدمة في الأنثروبولوجيا الثقافية» (حضره أكثر من 200 طالب) وحلقة دراسية بعنوان «العمل المباشر والنظرية الاجتماعية الراديكالية».
دُعي غرايبر في 25 مايو 2006 من أجل تدريس مادة مالينوفسكي في كلية لندن للاقتصاد. في كل عام، يطلب قسم الأنثروبولوجيا في الجامعة عالم الأنثروبولوجيا في مرحلة مبكرة نسبيًا من حياته المهنية من أجل تدريس مادة مالينوفسكي، ويدعو فقط أولئك الذين يُعتبروا أنهم قد أسهموا مساهمة كبيرة في نظرية الأنثروبولوجيا. كانت محاضرة غرايبر بعنوان «ما وراء القوة/المعرفة: استكشاف العلاقة بين القوة والجهل والغباء». حُررت تلك المحاضرة منذ ذلك الحين في مقال بعنوان «مناطق الموت من الخيال: عن العنف والبيروقراطية وتفسيراتها». في نفس العام، طُلب من غرايبر تقديم خطاب رئيسي في اجتماعات اليوبيل الماسي للذكرى المئة لرابطة علماء الأنثروبولوجيا الاجتماعية. وقدم محاضرة سنوية متميزة في أبريل 2011 لقسم الأنثروبولوجيا في بيركلي، وألقى في مايو 2012 محاضرة مارلين ستراثرن السنوية الثانية في كامبريدج (أولها مارلين ستراثرن).
من عام 2008 وحتى ربيع عام 2013، كان غرايبر محاضرًا وقارئًا في كلية غولدسميث بجامعة لندن. وعُين أستاذًا في كلية لندن للاقتصاد في عام 2013.

## زيارة فلسطين
لقد زار غريبير الضفة الغربية في العام 2015. وقد كتب عن هذه الزيارة في مجلة International Times: The Magazine of Resistance مقال بعنوان «استخبارات معادية: تأملات من زيارة للضفة الغربية».

## روابط خارجية
- ديفيد غرايبر على موقع IMDb (الإنجليزية)
- ديفيد غرايبر على موقع مونزينجر (الألمانية)
- ديفيد غرايبر على موقع ميوزك برينز (الإنجليزية)
- ديفيد غرايبر على موقع إن إن دي بي (الإنجليزية)